# 吉田白甲
吉田 白甲（よしだ はっこう、1881年〈明治14年〉11月28日 - 1961年〈昭和36年〉11月3日）は、日本のドイツ文学者。元陸軍大学校勅任教授・教頭。本名は吉田 豊吉（よしだ とよきち）。

## 略歴
新潟県北蒲原郡新発田町（現 新発田市）出身。1899年（明治32年）3月に新潟県尋常中学校を卒業、1902年（明治35年）7月に第一高等学校を卒業、9月に東京帝国大学文科大学独逸文学科に入学。
1903年（明治36年）7月23日の夜に東京音楽学校奏楽堂で日本人が初めて上演した歌劇、グルック作曲のオペラ『オルフォイス』の歌詞の和訳を石倉小三郎、乙骨三郎、近藤逸五郎たちと4人で担当した。
1904年（明治37年）11月に第一高等学校の1年生の時からの友人の小山内薫、川田順、武林無想庵、上村清延、太田善男、高瀬精太たちと7人で同人雑誌『七人』を創刊、夏目漱石に短編小説『琴のそら音』を寄稿してもらった。
1905年（明治38年）7月に東京帝国大学文科大学文学科（独逸文学専修）を卒業、1909年（明治42年）10月に陸軍編修に任官、参謀本部に勤務。
1912年（大正元年）11月に陸軍教授に任官、陸軍大学校に勤務、乃木希典の遺嘱でドイツの騎兵将校の体験談を書いたアントン・オーホルンの著書 Mit der großen Armee を和訳し、『大軍を率ゐて』という題名で刊行した。
1921年（大正10年）から陸軍大学校教授と早稲田大学講師を兼任、1927年（昭和2年）8月にドイツのベルリンへ留学、1929年（昭和4年）に陸軍大学校教頭に就任。
1932年（昭和7年）4月に陸軍を依願退官、早稲田大学講師と第二早稲田高等学院講師を兼任。
1961年（昭和36年）11月3日午後3時20分に東京都世田谷区烏山町（現 北烏山）の自宅で胃癌のため死去、79歳没。多磨霊園に眠る。
東京帝国大学の1年生の時から、文芸雑誌の『帝國文學』、『七人』、『白百合』、『歌舞伎』、『新思潮』などに、ワーグナー、シラー、レッシング、ビョルンソン、ストリンドベリなど、ドイツ文学と北欧文学を和訳・紹介した。

## 栄典・表彰
- 1928年（昭和03年）07月30日 - 勲三等瑞宝章[22]
- 1932年（昭和07年）04月30日 - 正四位[23]
- 1940年（昭和15年）11月10日 - 紀元二千六百年祝典記念章[24]

## 親族
- 吉田孚（まこと） - 次男、ドイツ文学者、埼玉大学名誉教授。

## 著作物

### 著書

#### 共著
- 『井上先生喜壽記念文集』巽軒会[編]、冨山房、1931年。
- 『世界文學講座 第七卷 獨逸文學篇 上』新潮社[編]、新潮社、1932年。

### 編書
- 『世界學説要覽』内田節三・勝屋英造[共編]、博文館、1914年。
- 『獨逸新興文學傑作集 第二編』大学書林、1931年。
- 『獨逸新興文學傑作集 第四編』大学書林、1932年。
- 『戰爭話柄』大倉廣文堂、1932年。
- 『祖國の爲に』大学書林、1934年。
- 『滿洲と世界情勢』大倉廣文堂、1935年。
- 『ハウフとチヨツケ』大学書林、1936年。
- 『初級小説集』大学書林、1938年。
- 『戰時挿話集』大学書林、1941年。
- 『中級小説集』大学書林、1943年。
- 『永遠の猶太人』ヴィルヘルム・ハウフ[著]、大学書林、1948年。

### 訳書
- 『大軍を率ゐて』アントン・オーホルン（ドイツ語版）[著]、安楽直治[共訳]、猪谷赤城・松美佐雄[抄]、猪谷不美男（猪谷赤城）[編]、大迫尚敏[題]、福原鐐二郎・小笠原長生[序]、宮本林治、1913年。
- 『近代劇大系 第四卷 北歐篇〔4〕』福田久道・楠山正雄[共訳]、近代劇大系刊行会、1925年。
  - 『世界戯曲全集 第三十卷 北歐篇（三） 北歐近代劇集』北村喜八・金田鬼一・小山内薫[共訳]、近代社世界戯曲全集刊行部、1930年。
- 『ゲーテ全集 第五卷』橋本忠夫[共訳]、大村書店、1926年。
  - 『ゲーテ全集 第六卷』橋本忠夫[共訳]、大東出版社、1943年。
- 『近代劇全集 IV』茅野蕭々・山本有三[共訳]、第一書房、1929年。
- 『世界は何處へ行く』オスヴァルト・シュペングラー[著]、日本外事協会、1934年。
- 『全譯 ホフマン全集 第二卷』舟木重信・相良守峯・田川定・吹田順助・熊岡初弥・永井照徳・藤原肇[共訳]、三笠書房、1936年。
- 『ドイツ戰話集』島村教次・山崎八郎・山岸光宣・浦上后三郎・小森三好・橋本八男[共訳]、森儁郎[解説]、冨山房〈冨山房百科文庫 90〉、1939年。